# Robert Redslob
Robert Redslob (* 3. Februar 1882 in Straßburg; † 6. Juni 1962 in Straßburg) war ein deutsch-französischer Staats- und Völkerrechtler, dessen Theorie des parlamentarischen Regierungssystems die Weimarer Reichsverfassung beträchtlich beeinflusste.

## Leben
Robert Redslob wurde als Sohn des Straßburger Pfarrers Julius August Redslob und dessen Ehefrau Margarethe Emilie Redslob, geborene Dietz, geboren. Er studierte von 1900 bis 1906 Rechtswissenschaften, Philosophie und Nationalökonomie in Straßburg und Berlin und absolvierte seine praktische juristische Ausbildung in Straßburg. Dort wurde er 1909 auch zum Dr. jur. promoviert und erlangte noch im selben Jahr die venia legendi für Strafrecht, Rechtsphilosophie und Staatsrecht.
1913 folgte Redslob einem Ruf als ordentlicher Professor an die Universität Rostock, wo er den Lehrstuhl für Öffentliches Recht innehatte. Nach dem Ersten Weltkrieg kehrte Redslob nach Straßburg zurück, wo er an der neu errichteten Universität Straßburg den Lehrstuhl für Internationales Öffentliches Recht erhielt.
Außer an den Universitäten Rostock und Straßburg lehrte Redslob auch an der Haager Akademie für Völkerrecht und hielt 1950 auch an der neu gegründeten FU Berlin Vorlesungen. 1953 wurde er emeritiert.

## Wissenschaftliches Wirken
Der Elsässer Redslob schrieb unter anderem über die (Nicht-)Integration Elsaß-Lothringens in das deutsche Kaiserreich.
Kurz vor der Novemberrevolution erschien sein Werk Die parlamentarische Regierung in ihrer wahren und in ihrer unechten Form (siehe unten), in dem er die Theorie aufstellte, dass ein „echtes“ parlamentarisches System nur dann vorliege, wenn ein „Gleichgewicht“ zwischen Exekutive und Legislative bestehe; hingegen ein „unechtes“ parlamentarisches System, wenn die Macht bei der Legislative liege, welche die Exekutive kontrolliere, was Redslob bereits als Parlamentsabsolutismus verstand. Ein Gleichgewicht zwischen Exekutive und Legislative bestehe laut Redslob dann, wenn beide Gewalten eines Ursprungs seien, also entweder vom monarchischen Souverän (Monarchisches Prinzip) oder aber dem Volkssouverän ausgingen. Als Kritiker der republikanischen Staatsform sah Redslob dieses Gleichgewicht ideal in der parlamentarischen Monarchie verwirklicht.
Diese Theorie wurde von vielen der Akteure zur Zeit der Entwicklung der Weimarer Verfassung aufgenommen. Hugo Preuß, den „Vater der Weimarer Reichsverfassung“, veranlasste Redslobs Parlamentarismustheorie dazu, bereits in seinen Verfassungsentwürfen die beiden direkt vom Volk legitimierten Staatsorgane Reichstag und Reichspräsident vorzusehen, zwischen denen die Regierung als Bindeglied fungieren sollte.
Sein Werk Die Staatstheorien der französischen Nationalversammlung von 1789 hatte prägenden Einfluss auf Carl Schmitts Verfassungslehre.

## Schriften
- Die kriminelle Unterlassung, Breslau 1906.
- Versuch und Vorbereitung. Auf der Grundlage des deutschen und französischen Strafrechts, Breslau 1908.
- Die persönlichen Eigenschaften und Verhältnisse, welche die Strafbarkeit erhöhen oder vermindern, dargestellt nach deutschem und französischem Recht, Breslau 1909.

- Die Staatstheorien der französischen Nationalversammlung von 1789. Ihre Grundlagen in der Staatslehre der Aufklärungszeit und in den englischen und amerikanischen Verfassungsgedanken, Leipzig 1912.
- Abhängige Länder. Eine Analyse des Begriffs von der ursprünglichen Herrschergewalt. Zugleich eine staatsrechtliche und politische Studie über Elsaß-Lothringen, die österreichischen Königreiche und Länder, Kroatien-Slavonien, Bosnien-Herzegowina, Finnland, Island, die Territorien der nordamerikanischen Union, Kanada, Australien, Südafrika, Leipzig 1914.
- Das Problem des Völkerrechts. Eine Studie über den Fortschritt der Nationen zu einem universellen Staatensystem, das die Geltung des Völkerrechts verbürgt, Leipzig 1917.
- Die parlamentarische Regierung in ihrer wahren und in ihrer unechten Form. Eine vergleichende Studie über die Verfassungen von England, Belgien, Ungarn, Schweden und Frankreich, Tübingen 1918.
- Le régime politique de l'Alsace-Lorraine sous la domination allemande, in: Revue du Droit Public et de la Science Politique, Bd. 38 (1921).
- Histoire des grands principes du droit des gens depuis l'antiquité jusqu'à la veille de la grande guerre, Paris 1923.
- Théorie de la société des nations, Paris 1927.
- Le principe des nationalités. Les origines, les fondements psychologiques, les forces adverses, les solutions possibles, Paris 1930.
- Entre la France et l'Allemagne. Souvenirs d'un Alsacien, Paris 1933.
- Les principes du droit des gens moderne, Paris 1937.
- De l'esprit politique des Allemands, Paris 1947.
- Traité de droit des gens. L'évolution historique, les institutions positives, les idées de justice, le droit nouveau, Paris 1950.
- Le problème de la paix, Basel 1954.
- Alma Mater. Mes souvenirs des universités allemandes, Paris 1958.